# Phép đảo (logic)
Trong logic và toán học, phép đảo (tiếng Anh: Converse)  của một mệnh đề phạm trù hay kéo theo là sự đảo ngược hai mệnh đề cấu thành nó. Với mệnh đề kéo theo P → Q, phép đảo của nó là Q → P. Với mệnh đề phạm trù Tất cả S là P, đảo ngược lại là Tất cả P là S. Dù như thế nào đi nữa, chân trị của phép đảo là độc lập với phát biểu gốc.

## Phép đảo kéo theo

Biểu đồ Venn của
Phần màu trắng cho thấy nơi phát biểu sai.

Giả sử S là một phát biểu có dạng P kéo theo Q (P → Q). Phép đảo của S có dạng Q kéo theo P (Q → P). Nhìn chung, chân trị của S không nói lên điều gì về chân trị phép đảo của nó, trừ khi tiền kiện P và hậu kiện Q tương đương logic với nhau. Ví dụ, ta có một phát biểu đúng "Nếu tôi là một con người, tôi sẽ chết." Phép đảo của nó là "Nếu tôi chết, tôi là một con người", không hẳn đúng. Tuy nhiên, đảo ngược của phát biểu với các toán hạng bao hàm lẫn nhau vẫn đúng. Do đó, câu nói "Nếu tôi là tổng thống Hoa Kỳ, tôi cũng là nguyên thủ quốc gia của Hoa Kỳ" tương đương logic với "Nếu tôi là nguyên thủ quốc gia của Hoa Kỳ, tôi cũng là tổng thống Hoa Kỳ", vì tổng thống Hoa Kỳ chính là nguyên thủ quốc gia của Hoa Kỳ.
Bảng chân trị cho thấy S và đảo S không tương đương logic, ngoại trừ cả hai toán hạng đều kéo theo nhau.
| {\displaystyle P} | {\displaystyle Q} | {\displaystyle P\rightarrow Q} | {\displaystyle P\leftarrow Q} (đảo) |
| ----------------- | ----------------- | ------------------------------ | ----------------------------------- |
| F                 | F                 | T                              | T                                   |
| F                 | T                 | T                              | F                                   |
| T                 | F                 | F                              | T                                   |
| T                 | T                 | T                              | T                                   |

Đi từ phát biểu đến đảo của nó là phép nguỵ biện khẳng định hậu kiện. Tuy nhiên, nếu phát biểu S và đảo của S tương đương nhau (i.e., P đúng khi và chỉ khi Q đúng), khẳng định hậu kiện này sẽ hợp lệ. Phép đảo kéo theo tương đương logic với tuyển của {\displaystyle P} và {\displaystyle \neg Q}.
| {\displaystyle P\leftarrow Q} | {\displaystyle \Leftrightarrow } | {\displaystyle P} | {\displaystyle \lor } | {\displaystyle \neg Q} |
|                               | {\displaystyle \Leftrightarrow } |                   | {\displaystyle \lor } |                        |

Trong ngôn ngữ tự nhiên, điều này được diễn dịch ra là "không Q nếu không P".

### Định lý đảo
Trong toán học, nghịch đảo của một định lý dạng P → Q sẽ là Q → P. Nghịch đảo định lý có thể đúng hay không, ngay cả khi đúng thì việc chứng minh nó rất khó khăn. Ví dụ, định lý bốn điểm được chứng minh vào năm 1912, nhưng phải đến 1997, định lý đảo mới được chứng minh.
Trong thực tế, khi xác định nghịch đảo của định lý toán học, khía cạnh của tiền kiện có thể được dùng làm bối cảnh thiết lập. Bởi vậy, đảo của "Cho P, nếu Q thì R" sẽ là "Cho P, nếu R thì Q". Ví dụ, với định lý Pythagore:

Cho một tam giác có các cạnh với độ dài {\displaystyle a}, {\displaystyle b}, và {\displaystyle c}, nếu góc đối diện cạnh có độ dài {\displaystyle c} là góc vuông, thì {\displaystyle a^{2}+b^{2}=c^{2}}.

Định lý đảo, xuất hiện trong Cơ sở của Euclid (Quyển I, mệnh đề 48):

Cho một tam giác có các cạnh với độ dài {\displaystyle a}, {\displaystyle b}, và {\displaystyle c}, nếu {\displaystyle a^{2}+b^{2}=c^{2}}, thì góc đối diện của cạnh có độ dài {\displaystyle c} là góc vuông.

### Quan hệ đảo
Nếu {\displaystyle R} là một quan hệ hai ngôi với {\displaystyle R\subseteq A\times B}, thì có quan hệ đảo {\displaystyle R^{T}=\{(b,a):(a,b)\in R\}} cũng được gọi là chuyển vị.

### Ký hiệu
Đảo của mệnh đề kéo theo P → Q có thể viết Q → P, {\displaystyle P\leftarrow Q}, nhưng cũng được ký hiệu {\displaystyle P\subset Q}, hoặc "Bpq" (trong ký hiệu Bocheński).

## Phép đảo phạm trù
Trong logic truyền thống, việc chuyển toán hạng chủ ngữ thành toán hạng vị ngữ được gọi là chuyển đổi (conversion). Như từ "Không P là S" thành "Không S là P". Asa Mahan nói: 
"Mệnh đề ban đầu được gọi là exposita; khi được chuyển đổi, nó được gọi là nghịch đảo (converse). Sự chuyển đổi là hợp lệ khi và chỉ khi không có gì được khẳng định trong mệnh đề đảo mà không được khẳng định hoặc bao hàm trong exposita." 
Exposita thường được gọi là "mệnh đề được chuyển đổi" (convertend). Ở dạng đơn giản, sự chuyển đổi chỉ hợp lệ với các mệnh đề loại E và I:
| Loại | Convertend          | Nghịch đảo đơn giản | Nghịch đảo per accidens (hợp lệ nếu P tồn tại) |
| ---- | ------------------- | ------------------- | ---------------------------------------------- |
| A    | Tất cả S là P       | không hợp lệ        | Một số P là S                                  |
| E    | Không S là P        | Không P là S        | Một số P không là S                            |
| I    | Một số S là P       | Một số P là S       | –                                              |
| O    | Một số S không là P | không hợp lệ        | –                                              |

Tính hợp lệ của sự chuyển đổi ở những mệnh đề loại E và I được thể hiện qua hạn chế "Không có toán hạng nào được phân bổ trong mệnh đề đảo mà không được phân bổ trong mệnh đề được đảo". Với các mệnh đề loại E, cả chủ ngữ lẫn vị ngữ đều được phân bổ. Còn ở mệnh đề loại I thì cả hai đều không được phân bổ.
Đối với mệnh đề loại A, chủ ngữ được phân bổ trong khi vị ngữ thì không, và do đó suy luận từ phát biểu A đến mệnh đề ngược lại của nó là không hợp lệ. Ví dụ, đối với mệnh đề A "Mọi con mèo đều là động vật có vú", mệnh đề đảo "Tất cả động vật có vú đều là mèo" rõ ràng sai. Tuy nhiên, phát biểu yếu hơn "Một số động vật có vú là mèo" lại đúng. Các nhà logic học định nghĩa chuyển đổi per accidens là quá trình tạo ra các phát biểu yếu hơn này. Suy luận từ một phát biểu đến nghịch đảo per accidens của nó nói chung là hợp lệ. Tuy nhiên, cũng như với tam đoạn luận, sự chuyển đổi từ tổng quát sang cụ thể này gây ra vấn đề với các phạm trù rỗng: "Tất cả kỳ lân đều là động vật có vú" thường được coi là đúng, trong khi nghịch đảo per accidens "Một số động vật có vú là kỳ lân" rõ ràng là sai.
Trong logic bậc nhất, Tất cả S là P có thể được biểu diễn dưới dạng {\displaystyle \forall x.S(x)\to P(x)}. Như vậy, đảo ngược phạm trù rõ ràng liên quan đến đảo ngược kéo theo, và S cùng P không thể hoán đổi trong Tất cả S là P.